# Étude op. 10, no 8 de Chopin

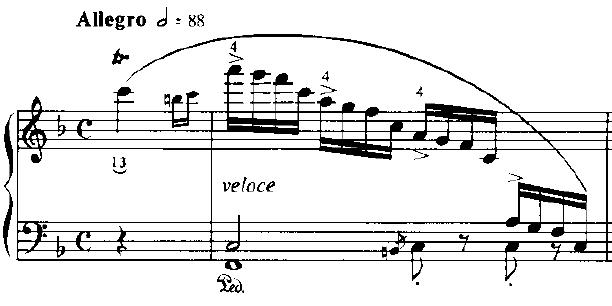
Incipit de l'étude.

L'Étude op. 10, no 8 de Chopin en fa majeur est une étude pour piano composée par Frédéric Chopin. Elle a été publiée pour la première fois en 1833 en France, Allemagne et Angleterre. Cette œuvre s'inscrit dans le prolongement de la no 7, car elle est avant tout une autre œuvre consacrée au contrepoint. Dans ce cas, cependant, la mélodie principale est à la main gauche, la secondaire étant intégrée dans les arpèges de la main droite. Comme pour beaucoup d'études, l'œuvre est divisée en trois sections - mesures 1-28, 29-60 et 61-95.
La première section (mesures 1-28) présente une figuration pour la main droite qui est simple, l'accent tombant toujours sur la première note de chaque groupe de quatre doubles croches tout au long de l'œuvre. La principale difficulté réside dans le fait qu'elles doivent être jouées forte et legato à la vitesse, en montant et descendant séquentiellement sur le clavier. En raison de l'obligation de soutenir la mélodie de la main gauche tout en gardant la figure de la main droite claire, cela représente une grande difficulté.
La section centrale (mesures 29-60) présente des élaborations de la figuration originale. Le ré mineur ne dure que 7 mesures avant de subir une série étendue de modulations jusqu'à la mesure 60 - le retour au thème principal. Cette section contient un autre exercice où les mains se déplacent dans des directions opposées et complémentaires (mesures 42-47 et 53-60) - ceci s'appuie sur les exercices du no 4. Comme dans la section d'ouverture, l'accent est toujours mis sur la première note de chaque groupe de quatre doubles croches.
La dernière section (mesures 61 à 95) est une brève reprise du thème d'ouverture, la transition vers la coda commençant à la mesure 71. La coda proprement dite commence à la mesure 75. La mesure 89 et les suivantes contiennent des mouvements parallèles des deux mains joués forte et menant directement aux cadences arpégées finales jouées fortissimo.